# 齊納二極體

齊納二極體在电路图中的符號

稽納二極體的電流電壓關係圖，在此顯示崩潰電壓為17伏特。在此須注意的是，正向偏壓（正方向）與逆向偏壓（負方向）電壓數值的比例大小。通常可承受的正向偏壓為0.65～0.7伏特；當電流約為1毫安培時，電壓為約為0.65伏特。

稽納二極體（英語：Zener diode），是利用二极管在反向偏置運作下的齊納效應制成的一种电子元件元件。由於具有稳定电压功能，因此又称为“稳压二極體”（英語：regulator diode）。
齐纳二極體的名稱是取自美國理論物理學家克拉倫斯·梅爾文·齐纳，他首先闡述了絕緣體的電擊穿特性，後來貝爾實驗室運用這項發現，開發出此種二極體，並以齐纳作為命名以茲紀念。

## 基本原理
一般二極體正向導通時電壓可維持在0.7V，可提供穩定的電壓，但如果我們需要更大的電壓時，則需串聯很多的二極體，使用上不是很方便。但觀察二極體逆向偏壓很大時，所發生的崩潰現象，此現象和正向導通時情況類似，都有穩壓穩流的特性。因此，利用這個特性發明了這種特殊的二極體——齐纳二極體，特別用在逆向偏壓的崩潰範圍。通常齐纳二極體掺雜濃度為{\displaystyle 1:10^{5}}。

### 與一般二極體有何異同
齐纳二極體的順向偏壓和一般二極體相同，但是其逆向崩潰電壓（又稱齐纳電壓）的範圍遠大於一般的二極體，能承受比一般二極體更高的電壓，而且齐纳二極體的逆向電壓操作是可逆的。常見的齐纳電壓從3伏特到100伏特。

## 優點
齐纳二極體可以簡化電路，如上所說，如果需要多顆二極體串聯的電路，則可以用齐纳二極體來簡化電路。齐纳二極體的這些特性，在電壓比較器、直流穩壓電源等方面有廣泛的應用。